# Luz (Minas Gerais)
Luz es un municipio brasileño del estado de Minas Gerais. Se localiza a una latitud 19º48'05" sur y a una longitud 45º41'08" oeste, estando a una altitud de 675 metros. Su población estimada en 2007 era de 17.173 habitantes.
Posee un área de 1.171,670 km².
El municipio posee uno de los IDH (Índice de Desarrollo Humano) más altos del estado: 0,801 (considerado alto IDH).

## Hidrografía
- Río São Francisco
- Arroyo Jorge Pequeño

## Carreteras
- BR-262
- MG-176

## Relieve
El relieve es plano (40%), ondulado (50%) y montañoso (10%).

## Administración
- Prefecto: Agostinho Carlos Oliveira (2009/2012)
- Vice-prefeita: Roberta de Carvalho Almeida.
- Presidente de la cámara: One Silver (2011/2012)

## Turismo
De entre sus principales puntos turísticos, se destaca la bella Catedral Diocesana Nuestra Señora de la Luz, una de las más bellas del país, construida en la década de 1940.